# شین ها اون
شین ها اون (انگلیسی: Shin Ha-eun) فیلم‌نامه‌نویس اهل کره جنوبی است. وی از سال ۲۰۱۷ میلادی تاکنون مشغول فعالیت بوده‌است.